# Wiltrud Probst
Wiltrud Probst (ur. 29 maja 1969 w Norymberdze) – niemiecka tenisistka.
Zwyciężczyni dwóch turniejów singlowych cyklu WTA oraz jednego deblowego rangi ITF. Uczestniczka rozgrywek wszystkich turniejów wielkoszlemowych w latach 1987 – 1999, w których największym osiągnięciem była czwarta runda Roland Garros w 1990 roku, przegrana z ówczesną rakietą nr 10 na świecie, Conchitą Martínez.
Reprezentantka swojego kraju w rozgrywkach Pucharu Federacji.

## Finały turniejów WTA
| Legenda                | Legenda |
| ---------------------- | ------- |
| Wielki Szlem           |         |
| Igrzyska olimpijskie   |         |
| WTA Tour Championships |         |
| 1988 – 2008            |         |
| Kategoria I            |         |
| Kategoria II           |         |
| Kategoria III          |         |
| Kategoria IV           |         |
| Kategoria V            |         |

### Gra pojedyncza
| Końcowy wynik | Nr | Data           | Turniej    | Nawierzchnia | Przeciwniczka | Wynik finału  |
| ------------- | -- | -------------- | ---------- | ------------ | ------------- | ------------- |
| Zwyciężczyni  | 1. | 11 lutego 1990 | Wellington | Twarda       | Leila Meschi  | 1:6, 6:4, 6:0 |
| Zwyciężczyni  | 2. | 10 maja 1992   | Waregem    | Ceglana      | Meike Babel   | 6:2, 6:3      |

### Gra podwójna
| Końcowy wynik | Nr | Data                 | Turniej         | Nawierzchnia | Partnerka        | Przeciwniczki                         | Wynik finału  |
| ------------- | -- | -------------------- | --------------- | ------------ | ---------------- | ------------------------------------- | ------------- |
| Finalistka    | 1. | 21 września 1986     | Ateny           | Ceglana      | Silke Meier      | Isabel Cueto Arantxa Sánchez Vicario  | 6:4, 2:6, 4:6 |
| Finalistka    | 2. | 25 sierpnia 1990     | Schenectady     | Twarda       | Linda Ferrando   | Alysia May Nana Miyagi                | 4:6, 7:5, 3:6 |
| Finalistka    | 3. | 12 lipca 1992        | Kitzbühel       | Ceglana      | Amanda Coetzer   | Florencia Labat Alexia Dechaume       | 3:6, 3:6      |
| Finalistka    | 4. | 31 października 1993 | Essen           | Twarda       | Christina Singer | Arantxa Sánchez Vicario Helena Suková | 6:7, 2:6      |
| Finalistka    | 5. | 16 kwietnia 1995     | Houston         | Ceglana      | Rene Simpson     | Nicole Arendt Manon Bollegraf         | 4:6, 2:6      |
| Finalistka    | 6. | 30 lipca 1995        | Styria          | Ceglana      | Alexandra Fusai  | Silvia Farina Andrea Temesvári        | 2:6, 2:6      |
| Finalistka    | 7. | 3 sierpnia 1997      | Maria Lankowitz | Ceglana      | Radka Bobková    | Eva Melicharová Helena Vildová        | 2:6, 2:6      |